# Asplundia maguirei
Asplundia maguirei är en enhjärtbladig växtart som beskrevs av Gunnar Wilhelm Harling. Asplundia maguirei ingår i släktet Asplundia och familjen Cyclanthaceae. Inga underarter finns listade.